# Universidad de Nankín
La Universidad de Nankín (en chino tradicional, 南京大學; en chino simplificado, 南京大学; pinyin, Nánjīng Dàxué; coloquialmente, 南大, Nándà) es una de las instituciones de enseñanza superior más antiguas del mundo y se convirtió en la primera universidad moderna china a principios de los años 1920. Se puede considerar como la cuna de la ciencia moderna en China. Como miembro de la Liga C9, es una universidad prestigiosa con arraigadas tradiciones y una de las mejores universidades de China. 

## Historia

### Comienzos

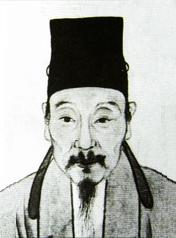
南雍祭酒 湛若水 (Zhan Ruoshui, antiguo "presidente")

Nankín, situada en la parte baja del Yangtze, ha sido históricamente la capital de varios reinos y dinastías, con la reputación de ser el centro de la educación. En el año 258 d. C., el Reino de Wu bajo el reinado de Emperador Jing de Wu, fundó un instituto de aprendizaje confuciano con el fin de aprender las Seis Artes. En el primer año del reinado de Jianwu (317), se construyó el campus de Taihsueh (太學) en la actual Fuzimiao (夫子廟) zona a orillas del río Qinhuai, y la Universidad Imperial de Nankín comenzó a reclutar estudiantes de familias comunes en lugar de sólo de familias nobles. Al igual que su precursor Chengjun (成均) y su sucesor Shang Hsiang (上庠) fundado por Yu (禹, siglo XXI a. C.) en Chungyuan, las primeras instituciones imperiales de enseñanza superior de las que se tiene constancia y sus sucesoras, era la universidad central del Reino, a la que después de la dinastía Han podían ser seleccionados los estudiantes excelentes de las escuelas locales para proseguir su formación.
En el año 470, durante la antigua dinastía Song, la Universidad Central Imperial (Zongmingguan) se convirtió en una institución integral que combinaba la educación superior y la investigación, con cinco divisiones: Literatura, Historia, Estudio confuciano, Estudio Xuan y Estudio Yin Yang. El campus de la Escuela de Literatura y la Escuela de Historia estaban ubicados en el actual campus Gulou de la Universidad de Nankín, al oeste de la Gulou. (鼓樓) montaña, y el campus se trasladó al actual Palacio Chaotian (朝天宮) en la época en que Wang Jian (王儉) era presidente de la universidad y las áreas de estudio se redujeron, centrándose mucho en los clásicos confucianos. En la época, entre los miembros del profesorado se encontraban eruditos y científicos como Zu Chongzhi (祖沖之), Ge Hong (葛洪), Wang Xizhi (王羲之), y entre sus alumnos se encontraban figuras como Xiao Daocheng, el emperador Gao de Qi del Sur que estudió en la Escuela de Estudios Confucianos, y Zhong Rong, un erudito fundador de la poética que se graduó en la división de literatura. Tras la caída de la dinastía Chen, la escuela se cerró y posteriormente fue sustituida por la Academia de Nankín (o Academia de Jiangzhou, Jiangzhou Zhouxue) en la dinastía Sui.
En 937, cuando el campus de la universidad nacional imperial estaba de nuevo en la zona de Fuzimiao, Li Shandao, un erudito de la universidad, estableció otra escuela nacional Lushan Academia Nacional en las afueras de la capital Nankín que se llama Bailudong Shuyuan (Academia de la Gruta del Ciervo Blanco), una famosa academia que acogió a muchos eruditos de renombre como Zhu Xi, Lu Jiuyuan y Wang Yangming.
En 1382 la Universidad Imperial (國子監 Kuotzuchien o Guozijian) trasladó el campus desde la zona de Fuzimiao de Nankín al sur de la montaña Qintian (欽天山) y el lago Xuanwu (la zona que rodeaba el campus de la Universidad de Nankín antes de 1952. En 1952 la Universidad de Nankín se trasladó a Gulou y su escuela de ingeniería se dividió y formó varias facultades independientes, entre ellas el Instituto de Tecnología de Nankín, que en su momento álgido abarcaba 10 Li y acogía a cerca de 10.000 estudiantes, y en los alrededores había institutos como el Qintian Jian (Instituto Imperial de Astronomía) y el Taiyi Yuan (Instituto Médico Imperial). En 1403 se creó la Guozijian de Pekín (Beijing Guozijian, Universidad Imperial de Pekín). La Universidad Imperial de Nankín (南京國子監) se desarrolló y floreció en la época, y constaba de seis escuelas: tres colegios de nivel básico (Chengyi, ChongChih, Guangye), dos de nivel medio (Hsiudao, Chenghsin) y uno de nivel avanzado (Shuaihsing), en total 4 años para completar según el sistema, un año y medio para los dos primeros niveles y un año para el último, para lograr 8 puntos de crédito al año y luego al graduarse se otorgaría el Chushen (calificación, diploma), con materias que incluían clásicos confucianos, historia, literatura, matemáticas, derecho, caligrafía, equitación y tiro con arco, etc. La Enciclopedia Yongle se completó en la Universidad Imperial de Nankín en 1408 después de cinco años de compilación, 9169 eruditos seleccionados de todo el país tomaron parte en ella, de los cuales 2180 eran estudiantes eruditos de la universidad. La editorial de la universidad imperial de Nankín había sido un centro de publicación durante varios cientos de años. Wu Cheng'en, Tang Hsiantzu y Zheng Chenggong estudiaron allí durante la dinastía Ming.
Cada vez que Nankín se convertía en una ciudad no capital, la Universidad Imperial de Nankín pasaba a ser la Academia Regional de Nankín. La Universidad Imperial de Nankín fue cambiada por la Academia de Nankín (江寧府學, Jiangning Fuxue) en 1650, después de que la dinastía Qing sustituyera a la dinastía Ming, y en 1865, tras la Rebelión Taiping, la academia fue trasladada al Palacio Chaotian. La historia de la escuela antigua fue reconocida durante la ROC. En 1954 la autoridad de la escuela controlada por CPC decidió establecer el año de inicio para establecer la escuela moderna de nuevo tipo Sanjiang Normal College como el nuevo año de fundación de la escuela.

### Finales de los Qing y República de China

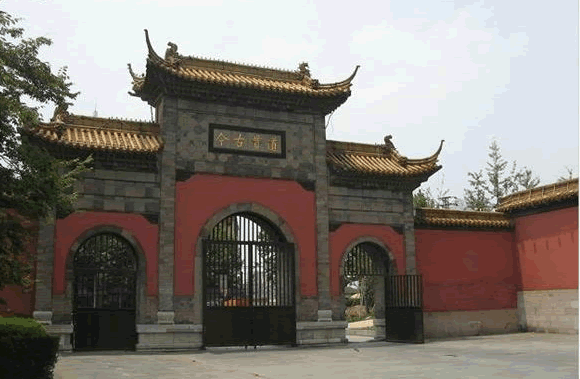
Paifang de "Tao es universal a través de todos los tiempos" (道貫古今), en el antiguo recinto del campus Palacio Chaotian

En 1902, el Colegio Normal de Sanjiang (三江師範學堂) bajo el nuevo sistema educativo, tomando como referencia las modernas instituciones de enseñanza superior japonesas, comenzaba a establecerse para sustituir a la tradicional escuela china Academia de Nankín, y se inauguró al año siguiente, con el campus construido al sur de la montaña Qintian. El nombre se cambió a Colegio Normal de Liangjiang (兩江師範學堂) en 1906, y el nuevo presidente Li Ruiqing (李瑞清) estableció la primera facultad de arte moderno en China.
En 1915, después de que la República de China sustituyera a la dinastía Qing, se fundó la Escuela Normal Superior de Nankín (南京高等師範學校) para sustituir a la Escuela Normal Superior de Liangjiang, que se cerró tres años antes debido a la Revolución de Xinhai. Jiang Qian (江謙) fue nombrado presidente. La escuela estableció la primera facultad de gimnasia moderna (educación física) de China en 1916. En 1920 la escuela constaba de cinco facultades: Artes Liberales, Agricultura, Ingeniería, Comercio y Educación.
La "Sociedad Científica de China" (中國科學社), una importante organización científica en la historia moderna de China, fundó su sede en la escuela en 1918. Sus miembros establecieron la "Academia Sínica" (中央研究院) que posteriormente se trasladó a Taiwán y se conoció como "Academia China de las Ciencias" (中國科學院) en la China continental. Numerosos pioneros chinos de la ciencia moderna, la mayoría de los cuales estudiaron en América y en algunos países europeos como Gran Bretaña, Francia y Alemania, convergieron allí para fundar muchos campos de la ciencia en China. Se convirtió en la cuna china de la ciencia moderna. Entre los 81 académicos de la "Academia Sinica" elegidos por primera vez en 1948, cinco ingresaron o se graduaron en la universidad en 1920. Más de la mitad de los principales científicos chinos cuyos trabajos se publicaron en revistas científicas en el primer periodo de la ciencia moderna china eran graduados o académicos de la Universidad de Nankín.
Kuo Ping-wen (Guo Bingwen, 郭秉文), un influyente presidente de la universidad, fue nombrado en 1919 después de Jiang Qian. La asamblea de la escuela aprobó la Ley de Auditoría para Mujeres Estudiantes (《規定女子旁聽法案》 el 7 de diciembre de 1919, como resultado de los esfuerzos del pedagogo T'ao Hsing-chih. (Tao Xingzhi, 陶行知), así como del presidente Guo Bingwen, y de los profesores, entre ellos Liu Boming (劉伯明), Luh Chih-wei (Lu Zhiwei, 陸志偉), Yang Hsingfo (Yang Xingfo, 楊杏佛), etc., y luego decidió reclutar formalmente a las estudiantes. La escuela se convirtió en la primera institución de enseñanza superior de China en reclutar estudiantes de coeducación. En el primer año, 1920, matriculó a ocho estudiantes mujeres y, además, se admitieron más de 50 estudiantes presenciales.
En 1921 se fundó la Universidad Nacional del Sureste (國立東南大學), y en 1923 se fusionó en ella la Escuela Normal Superior de Nankín. En otoño de 1921, la Facultad de Empresariales creada en 1917 se trasladó a Shanghái para establecer la primera escuela de negocios que confería títulos en China. La universidad constaba entonces de cinco facultades (o escuelas): Artes Liberales (que incluía los departamentos de literatura china, literatura extranjera, historia, filosofía, psicología, matemáticas, física, química, biología, geociencia y el Departamento de Política, Derecho y Economía), Educación, Agricultura, Ingeniería y Comercio (o Negocios, que incluía los departamentos de comercio general, administración de empresas, contabilidad, finanzas, economía, comercio internacional, etc.), y poco después el Colegio de Artes Liberales se dividió para ser Colegio de Humanidades y Colegio de Ciencias. En la universidad se crearon los primeros laboratorios y grupos de investigación científica modernos de China. Integró la enseñanza y la investigación, con estatus de independencia universitaria y libertad académica, y fue considerada como la primera universidad moderna china. La universidad, junto con su escuela primaria y media afiliada, sirvió de pionera y modelo que sentó las bases para el establecimiento del sistema educativo moderno (壬戌學制, Renhsü Hsüehchih, 1922) en China, y además su jardín de infancia experimental (Gulou Kindergarten), fundado en 1923, también fue adoptado posteriormente como modelo para los jardines de infancia chinos (Kindergarten Courses Standards by Ministration of Education, 1932), incluyendo su sistema de enseñanza, materiales didácticos, métodos de enseñanza y herramientas de enseñanza. En octubre de 1921, se fundó en la universidad la "Sociedad Hsuehheng" (o Sociedad Xueheng, 學衡社), que fue el centro de la "Escuela Hsuehheng", que incluía a los académicos Liu Yizheng (柳詒徵), Liu Boming (劉伯明), Mei Guangdi (梅光迪), Wu Mi (吳宓) y Hu Hsien-Hsu (Hu Xiansu, 胡先驌). Revigorizaron el la cultura confuciana y el humanismo y publicaron la "Revista Crítica" mensual (Xueheng, 學衡 en chino) en enero de 1922. Esto permitió que la Universidad de Nankín se convirtiera en un centro de pensamiento confuciano y de erudición humanística. Durante este período, la Universidad de Nankín fue conocida como el principal "Centro de Educación Oriental" y reconocida como un centro de intercambio académico y cultural para Oriente y Occidente. Muchos eruditos visitaron e instruyeron allí, entre ellos el pedagogo estadounidense Paul Monroe, W. H. Kilpatrick, E. L. Thorndike, el filósofo John Dewey, el filósofo británico Bertrand Russell, el filósofo alemán Hans Driesch y el poeta de la Indian (también Bengalai) Rabindranath Tagore.
La universidad se convirtió en la universidad nacional de la capital después de que Nankín se convirtiera en la capital por el Gobierno Nacionalista, inicialmente fue rebautizada como Universidad Nacional Dyisyi Chungshan (o llamada Universidad Nacional Nankín Chungshan) en junio de 1927 cuando la Universidad Nacional del Sureste fusionó ocho escuelas públicas en la provincia de Jiangsu, y pasó a llamarse Universidad de Jiangsu en febrero de 1928, y en mayo de 1928 pasó a llamarse Universidad Nacional Central (國立中央大學). En ese momento había ocho colegios (o escuelas): Humanidad, Ciencias Sociales, Ciencias Naturales, Ingeniería, Educación, Comercio, Agricultura y Medicina. La Facultad de Comercio se trasladó a Shanghái en 1921 y la Facultad de Medicina establecida en Shanghái en 1927 se escindió de la universidad en 1932. En 1935 se estableció de nuevo la Facultad de Medicina, en Nankín. Durante la Guerra Antijaponesa entre 1937 y 1945, la universidad se trasladó a Chongqing, mientras que la Facultad de Medicina y el Departamento de Ganadería y Veterinaria de la Facultad de Agricultura se trasladaron a Chengdu. La Asociación China de Ciencias Naturales (中華自然科學社) se originó en la universidad en 1927 y adoptó el nombre al año siguiente, siendo la segunda organización científica más importante de China en 1949, después de la Sociedad Científica de China. La Asociación China de Trabajadores Científicos (中國科學工作者協會) se fundó en la universidad en 1944. La Sociedad Científica de China y las asociaciones se fusionaron para ser la Asociación China de Ciencia y Tecnología. (中國科學技術協會) en 1958 en Pekín. El Foro de Ciencias Naturales fue iniciado por las facultades universitarias en 1939, que más tarde pasó a llamarse Foro Jiusan (Foro del 3 de septiembre) y se convirtió en la Sociedad Jiusan en 1945, una organización para grupos intelectuales en China.  En los exámenes de acceso a la universidad unidos a partir de 1937, cerca de dos tercios de los estudiantes la eligieron como primera opción. Se convirtió en la primera universidad china que matriculó a un estudiante universitario ciego, al inscribir a Luo Fuxin (羅福鑫) en 1942.

### República Popular China
En 1949, durante la época tardía de la guerra civil china, el gobierno central de la República de China se retiró de Nankín y la Universidad Nacional Central pasó a llamarse Universidad Nacional de Nankín (Universidad Nacional de Nankín, 國立南京大學) después de que Nankín fuera controlada por el ejército del PCC, antes del establecimiento de la República Popular China. En 1952, muchas facultades y departamentos, principalmente las facultades de educación (o magisterio, normal, incluyendo los departamentos de arte y educación física), ingeniería, agricultura y medicina, se escindieron de la Universidad de Nankín, y se formaron muchas nuevas escuelas independientes, como la Universidad Normal de Nankín, el Instituto de Tecnología de Nankín, que se ubicó en el antiguo emplazamiento de la Universidad de Nankín y que posteriormente pasó a llamarse Universidad del Sureste, etc. Las escuelas y departamentos divididos de la Universidad de Nankín formados como escuelas independientes en 1952 incluyen la actual Universidad Normal de Nankín, la Universidad del Sureste, la Universidad de Hohai, la Universidad Agrícola de Nankín, la Universidad Forestal de Nankín, etc, y entre las escuelas que comparten la fuente y se establecieron de forma independiente después de esa época se encuentran la Cuarta Universidad Médica Militar, la Universidad de Ciencia y Tecnología de la Información de Nankín, la Universidad Tecnológica de Nankín, la Universidad de Jiangsu, la Universidad de Jiangnan, la Universidad de Changzhou, etc..</ref> Al mismo tiempo, la Universidad de Nankín (金陵大學), una universidad privada creada en 1888 y patrocinada por iglesias estadounidenses, se fusionó con la Universidad de Nankín (南京大學), que perdió su denominación "nacional" en 1950 para reflejar la realidad de que todas las universidades de la RPC serían públicas, y la Universidad de Nankín trasladó su campus al emplazamiento de la Universidad de Nankín, que se encontraba al oeste de la montaña Gulou y que también fue en su día la sede de la Universidad imperial de Nankín en la antigüedad. Una Universidad Nacional Central separada fue reinstalada en Taiwán por su antigua asociación de exalumnos en 1962.

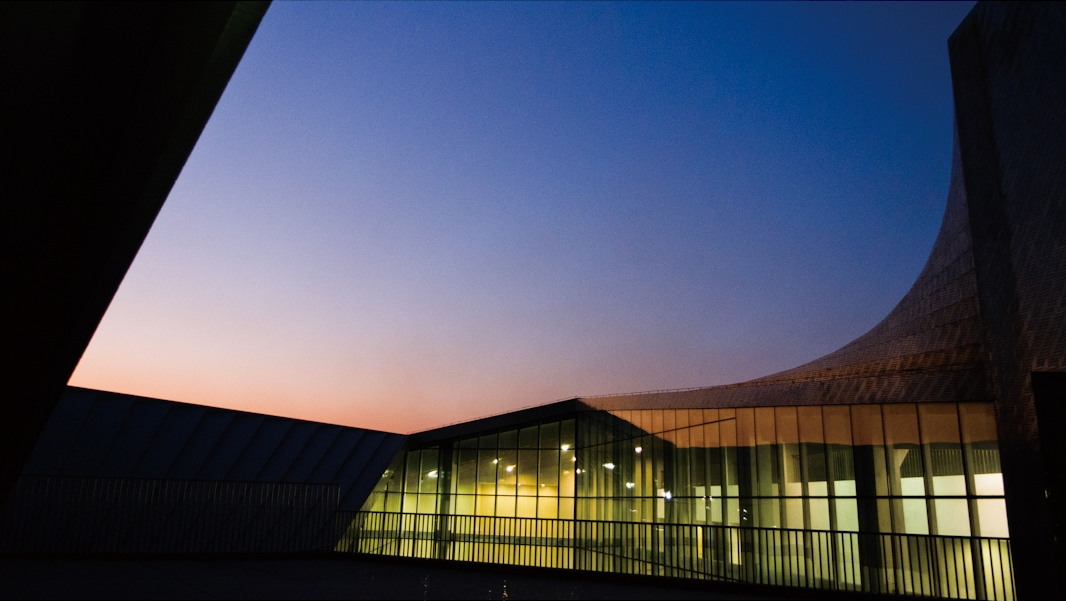
Centro de actividades estudiantiles de la Universidad de Nankín, campus de Xianlin

Durante el período de la sociedad comunista, incluyendo el período de la Revolución Cultural, la escuela sufrió mucho. En 1976, los miembros de la facultad y los estudiantes de la Universidad de Nankín lanzaron el Movimiento de Fuerza Anti-Revolución Cultural que fue llamado "Incidente de Nankín" por las autoridades de la época, extendiéndose por todo el país. En 1978, Hu Fuming, miembro de la facultad de filosofía de la Universidad de Nankín, escribió el histórico artículo titulado "La práctica es el único criterio para probar la verdad", y después de ser publicado dio lugar al "Debate sobre las normas para juzgar la verdad" a nivel nacional, y así en cierto grado liberó el pensamiento y promovió el fin de la Revolución Cultural y la llegada de la era de la reforma.

### Después de la Reforma y el nuevo desarrollo
Muchas facultades se han restablecido o se han fundado de nuevo desde la Reforma después de 1978, por ejemplo, Derecho se restableció en 1981, la facultad de medicina en 1987, el departamento de medio ambiente se fundó de nuevo en 1984. Algunos departamentos se dividieron en dos o más departamentos, por ejemplo, el departamento de lengua y literatura china se dividió en departamentos de lengua y lingüística, literatura, filología y arte dramático, o algunas facultades nuevas surgieron de facultades más antiguas, por ejemplo, la informática surgió de las matemáticas, la planificación urbana surgió de la geografía, en muchos casos se formaron de forma integrativa, es decir, se formaron a partir de partes de dos o más facultades, por ejemplo, partes de las facultades de física y química formaron de forma integrativa la facultad de materiales. En torno a 1990, la universidad estaba formada por escuelas (facultades) de Humanidades, Ciencias, Ciencias Tecnológicas, Medicina, Empresariales, etc. Después, muchos departamentos se convirtieron en escuelas, por ejemplo, de matemáticas, física y química, o se agruparon en nuevas escuelas, por ejemplo, de arquitectura y urbanismo. El tamaño de la universidad se amplió significativamente a lo largo de los años.
En 2009, el campus de Xianlin abrió sus puertas a los estudiantes universitarios, sustituyendo al campus de Pukou, que estaba en uso desde 1993, y el campus de Pukou se convirtió en el campus de la NJU Jinling College, una universidad privada independiente dirigida por la NJU. El campus de Xianlin es ahora un campus principal junto con el de Gulou.

## Intercambios internacionales
- Varios doctores honorarios de la Universidad de Nankín:
  - François Mitterrand, presidente de Francia
  - George H. W. Bush, presidente de Estados Unidos (también contribuido al establecimiento del Centro de Estudios Chinos y Americanos - colectivamente administrado por la Universidad de Johns Hopkins y la Universidad de Nankín)
  - Bob Hawke, primer ministro de Australia
  - Boutros Boutros Ghali, secretario general de las Naciones Unidas
  - Johannes Rau, presidente de Alemania (también contribuyó al desarrollo del Instituto Germano-Chino para Estudios Legales - colectivamente operado por la Universidad de Göttingen y la Universidad de Nankín)